# Anna Andrejuvová
Anna Andrejuvová (ur. 5 stycznia 1980) – prawniczka, politolog i polityk słowacka, posłanka do Rady Narodowej z ramienia partii Zwyczajni Ludzie i Niezależne Osobistości wybrana w wyborach parlamentarnych w 2020 roku.